# Municipio de Larráinzar
El municipio de Larráinzar es uno de los 124 municipios que conforman al estado mexicano de Chiapas. Se encuentra en la región de Los Altos y su cabecera es la ciudad de San Andrés Larráinzar.

## Toponimia
El nombre original de Larráinzar era Istacostoc, que en náhuatl significa: "caverna blanca". El nombre actual fue dado en honor de Manuel Larráinzar quien fue un político, abogado y diplomático del Estado de Chiapas, y gran defensor del Soconusco.

## Historia
Antes de la llegada de los conquistadores españoles, formaba parte de la nación Tzotzil. Con la llegada de los frailes dominicos a las tierras altas de Chiapas se le agregó el nombre de San Andrés. A finales del siglo XVI, se había convertido ya en cabecera por derecho propio. La población de Larraínzar participó activamente en 1869 en la rebelión encabezada por el líder chamula Pedro Díaz Cuscat. El 13 de febrero de 1934, siendo Gobernador Constitucional del Estado, Victórico R. Grajales, se cambió la denominación del pueblo de San Andrés, por la de Larraínzar, en homenaje al licenciado Manuel Larráinzar Piñero. El 23 de febrero de 1944, siendo Gobernador del Estado, Rafael Pascacio Gamboa, fue elevado a municipio de segunda categoría.

## Geografía
Se localiza en el Altiplano Central, predominando el relieve montañoso, sus coordenadas geográficas son 16°53' N y 92°44 W, su altitud media es de 2,200 m s. n. m. Limita al norte con El Bosque y Chalchihuitán, al este con Chenalhó, al sur con Chamula y al oeste con Bochil e Ixtapa.

## Demografía
De acuerdo a los resultados del Censo de Población y Vivienda realizado en 2020 por el Instituto Nacional de Estadística y Geografía, la población total del municipio de Reforma es de 31,259 habitantes.

### Localidades
En el censo de 2020 el municipio de Larráinzar contaba con 78 localidades.
| Código INEGI      | Localidad                     | Población (2020) |
| ----------------- | ----------------------------- | ---------------- |
| 070490001         | San Andrés Larráinzar         | 3 954            |
| 070490081         | Chuchiltón Anexo Potobtic Dos | 1 375            |
| 070490024         | Majoval                       | 1 110            |
| 070490005         | Bayalemo Dos                  | 1 097            |
| Otras localidades | Otras localidades             | 23 723           |
| Total municipal   | Total municipal               | 31 259           |